# Pierre Michon
Pierre Michon   (Chasteluç lo Marchès, 28 de març de 1945) és un escriptor francès.

## Biografia
Pierre Michon va néixer el 28 de març de 1945 a Châtelus-les-Marcheix a la Cruesa (Creuse), un petit departament rural de la França central, a la casa dels avis. Després de l'abandó del pare va ser criat per la seva mare, que era mestra. Va passar la infantesa a Mourioux i després a l'institut-internat de Notre-Dame de Guéret. Un cop graduat es va matricular a la facultat de Lletres de la Universitat de Clermont-Ferrand, on va preparar una tesi de llicenciatura sobre Antonin Artaud, projecte que va abandonar aviat. En els anys successius va viatjar per tot França amb una petita companyia teatral, sense exercir una professió estable.
Després d'alguns anys d'estudi en l'àmbit literari i teatral, el 1984, a l'edat de 39 anys, va guanyar el Prix France Culture amb la seva novel·la primerenca, Vies minuscules (trad. cat.: Vides minúscules), obra que reuneix gèneres literaris molt diversos entre ells, com la biografia, l'autobiografia, la novel·la de formació i l'autoficció. Anys més tard va declarar que aquest llibre li va salvar la vida, ajudant-ho a comprendre la importància dels seus orígens humils.
Aquest llibre fou el primer gran èxit de Michon, un autor fins aleshores desconegut en el panorama literari. L'obra ha esdevingut un text de referència, i ha estat definida com un clàssic contemporani.
Després de Vies minuscules Michon va viure un període improductiu quant a l'escriptura; va començar a interessar-se per la vida de diversos escriptors, com Balzac o Faulkner, poetes i pintors, observant la seva existència, les seves emocions i cercant de comprendre la relació que van establir amb les seves obres. La crítica ha definit les obres de Michon com a erudites, a la vista de la quantitat i la qualitat de referències històriques-culturals que contenen.
El 1988 Michon publica Vie de Joseph Roulin, on hi conta la vida d'un modest empleat dels correus, molts cops retratat per Van Gogh durant la seva estada a Arles, la trobada entre els dos i la inesperada possible amistat del gran pintor amb aquell home tan senzill.
Tres anys més tard va publicar Rimbaud el fill (Rimbaud le fils), coincidint amb el centenari de la mort del poeta. En aquest llibre Michon no afegeix cap informació addicional als estudis sobre Arthur Rimbaud ja existents: hi mostra devoció, però en alguns passatges també una lleugera burla, i cerca d'entrar en la personalitat de l'autor, navegant per la intimitat de la seva escriptura. A cops de "hi ha qui diu" i "no se sap si", Michon recorre, comenta i narra l'aventura del poeta, interrogant-se sobre què pot empènyer un home a escriure, a cercar l'excel·lència.
La Gran Beune i Abbés, publicats respectivament el 1995 i el 2002, segueixen una vena més novel·lesca. A diferència de l'obra Vies minuscules, aquestes novel·les no estan ambientades en un territori rural, sinó en un espai aquàtic, pantanós i obert, amb clares referències als llocs on l'escriptor va viure durant un temps: el departament de la Vendée. Com Claudel ho pensava dels Països Baixos, Michon sosté que les característiques d'aquest paisatge de la Vendée, tan pantanós, porten a una mena de "liquidació de la realitat". En aquestes obres l'autor representa una realitat relliscosa, esquiva, en constant canvi, atributs que hom percep be sigui en el contingut bé sigui en el llenguatge de les dues novel·les.
El 2009 Pierre Michon escriu Les Onze, on evoca la història del pintor François-Élie Corentin, nascut a la vila de Combleux, i les vivències de la Revolució Francesa, a partir de la descripció d'un gran quadre, de caràcter fictici, que representa els onze membres del Comitè de Salvació Pública (Robespierre, Saint-Just, Barrère, etc.) durant el Regnat del Terror, exposat al Louvre. Per aquesta novel·la, Michon va rebre el Gran Premi de Novel·la de l'Acadèmia Francesa.
El 2015 li va ser atorgat el Premi Marguerite Yourcenar per l'obra completa.

## Vides minúscules(1984)
L'autor hi presenta un successió de vuit narracions: no es tracta simplement de biografies novel·lades, sinó de d'elements biogràfics de persones "minúscules" i sense veu, conegudes per ell en el curs de la seva infantesa, trobades o retrobades més tard durant la seva vida d'errant. Narrant les vides dels seus personatges, Michon permet la venjança d'aquests éssers desconeguts i sense història; a través de les seves vides minúscules, en aquest viatge al seu passat, l'autor es narra, reconstrueix la seva pròpia imatge, es rescata i s'interroga sobre la seva vocació d'escriptor i sobre el significat de la seva tasca.
El contingut de l'obra pren com a base documentació d'arxius, cròniques, dibuixos, textos literaris, records de família i fotografies: Pierre Michon va utilitzar 95 quadernets de notes per redactar aquest aplec de vides.
La trama es desenvolupa en un territori que comprèn tres localitats principals: Guéret, La Souterraine i Bourgneuf. La primera vida minúscula contada és aquella de l'orfe André Dufourneau, un nen confiat a l'acollida dels besavis del narrador que marxa per cercar fortuna a les colònies de l'Àfrica, i li segueix la història d'un jove avanpassat de la família, Antoine Peluchet, fugit de casa i de qui se'n perdre els rastre. La tercera història té per protagonistes els avis paterns de l'autor, Eugène i Clara, que sempre van cercar de cobrir l'absència deixada pel seu fill, el pare del narrador, i cap als quals aquest sempre sentirà remordiments per no haver estat prou a prop seu. En la vida minúscula dels germans Roland i Rémi Bakroot es narra la història de dos adolescents coneguts pel narrador durant els anys de l'internat, tan diferents però tan units per un amor boig i alhora per una ràbia incommensurable. En el conte següent el protagonista és el jaio Foucault, condemnat per un càncer a la gola, que prefereix callar per sempre abans que confessar el seu analfabetisme funcional. La més llarga de les vuit històries descrites és la de Georges Bandy, abat que temps enrere fou brillant i estimat, i ara decaigut i alcohòlic, les misses del qual estan destinades només a les persones d'un centre psiquiàtric, en el qual el narrador s'hi va estar per un breu període. Després de la narració de la vida de Claudette, l'amant passatgera de l'autor, el llibre conclou amb la vida de la "petita morta", Madeleine, la germana de Michon, que va morir amb només sis mesos, fet que el porta a una intensa reflexió sobre la qüestió de la mortalitat infantil a les zones rurals.
Un dels temes del recull és l'absència de l"home", la seva irrellevància, enfront de la importància omnipresent de la figura materna. A Vies minúscules, l'home és feble i morós: en són exemples el narrador que ha abandonat la seva família, i abans que ell el pare. Una altra forma d'absència es refereix al lloc d'origen: els protagonistes de les històries, per diferents motius (partença, desaparició, aïllament per malaltia), abandonen el lloc on van néixer i s'han criat, estan separats del seu entorn original. O bé s'allunyen del món amb mitjans artificials: alcohol, barbitúrics, drogues.
La geografia ocupa un lloc destacat en aquesta obra, començant pel detall amb què l'autor proveeix d'informació geogràfica com ara localitzacions i topònims. Les vides explicades són les de pagesos pobres destinats a una existència dura, procedents de zones agrícoles ben delimitades de la regió del Llemosí, que són elevades des de la seva condició de figures pobres i anònimes a la de persones plenament humanes i respectables.

## Estil literari i influències
Pierre Michon es consagra a un treball sobre la llengua. En els seus escrits cada paraula s'escull amb precisió, pren un sentit just dins de la frase. La seva escriptura utilitza una llengua densa, estudiada, rica en classicisme, la "Belle Langue" que representa l'emancipació cultural de l'autor. La seva també és un escriptura que recorda l'oralitat: cada frase té una musicalitat que la relaciona amb un discurs o un text poètic cantat: alguns crítics han trobat en els escrits de Michon el ressò dels grans oratoris delsegle XVII i de la poesia cantada dels trobadors de l'Edat mitjana.
A Vies Minuscules es detecta la influència d'obres com Vie de Rancé de Chateaubriand, Vides dels dotze Cèsars de Suetoni o Vides dels Sants medievals. Michon s'inspira en l'antic gènere literari de les "vides", un gènere hagiogràfic dedicat i reservat a personatges notables, l'experiència vital dels quals cal prendre com a exemple a seguir, igual que la de les "vides" desconegudes explicades pel narrador per tal de poder ennoblir la seva existència i, per tant, situar-les al centre de l'atenció col·lectiva.
En la seva obra Le Roi vient quand il veut, Michon exposa la seva visió de la literatura i els seus objectius literaris. Es tracta d'una obra en la qual l'autor ha reunit més de 30 de les seves entrevistes, la primera datada l'any 1984. En aquests escrits exposa la seva relació amb la pintura, tema també present a Les Onze, i amb l'escriptura, parlant dels autors que més estima, com Rimbaud, Beckett i Flaubert, i la seva particular admiració per la cèlebre novel·la Madame Bovary.
Michon ha estat comparat amb autors contemporanis com ara Pierre Bergounioux, amb qui, a més de tenir en comú els orígens, comparteix una profunda admiració per William Faulkner.

## Premis i distincions
Pierre Michon ha rebut múltiples premis:
- 1984 : Prix France Culture per Vies minuscules
- 1996 : Prix de la Ville de Paris per l'opera omnia
- 1997 : Prix Louis-Guilloux per La Grande Beune
- 2002 : Prix Décembre per Abbés i Corps du roi
- 2004 : Grand Prix de Littérature de la SGDL per l'opera omnia
- 2009 : Grand prix du Roman de l’Académie française per Les Onze
- 2010 : Petrarca Preis per l'opera omnia
- 2013 : Grand Prix Ardua (Università d'Aquitania) per l'opera omnia
- 2015 : Prix Marguerite Yourcenar per l'opera omnia
- 2017 : Premio Nonino per Vies minuscules[25]
- 2017 - Premio Comisso per Vite minuscole;[26]
- 2019 : Premio Franz Kafka a la seva carrera[27]

## Adaptacions teatrals
- Integral de Vies minuscules, posada en escena de Jean-Christophe Cochard, Théâtre de la Argile
- Vies de Joseph Roulin, posada en escena de Guillaume Delaveau, La Gran T de Nantes, 2009

## Traduccions al català
- Els Onze (Les Onze), trad. de David Ilig. Club Editor, Barcelona, 2010. ISBN 9788473291491
- Vides minúscules (Vies minuscules), trad. d'Adrià Pujol Cruells, Ed. Amsterdam, Barcelona, 2021. ISBN 9788417918521